# Liste der Biografien/Bui
Liste der Biografien |
Portal Biografien |
Personensuche
# |
A |
B |
C |
D |
E |
F |
G |
H |
I |
J |
K |
L |
M |
N |
O |
P |
Q |
R |
S |
T |
U |
V |
W |
X |
Y |
Z |
?
 
Ba |
Be |
Bd |
Bg |
Bh |
Bi |
Bj |
Bl |
Bm |
Bn |
Bo |
Br |
Bs |
Bu |
Bw |
By |
Bz
 
Bua |
Bub |
Buc |
Bud |
Bue |
Buf |
Bug |
Buh |
Bui |
Buj |
Buk |
Bul |
Bum |
Bun |
Buo |
Buq |
Bur |
Bus |
But–Buz
Die Liste der Biografien führt alle Personen auf, die in der deutschsprachigen Wikipedia einen Artikel haben. Dieses ist eine Teilliste mit 103 Einträgen von Personen, deren Namen mit den Buchstaben „Bui“ beginnt.

## Bui
- Bùi Chu Tạo, Paul (1909–2001), vietnamesischer Geistlicher, katholischer Bischof
- Bùi Quang Chiêu, Henriette (1906–2012), vietnamesische Medizinerin
- Bùi Thị Thu Thảo (* 1992), vietnamesische Weitspringerin
- Bùi Thị Xuân († 1802), vietnamesische Generalin
- Bui Tuân, Jean-Baptiste (1928–2024), vietnamesischer Geistlicher, römisch-katholischer Bischof von Long Xuyên
- Bùi Van Ðoc, Paul (1944–2018), vietnamesischer Geistlicher und römisch-katholischer Erzbischof von Ho-Chi-Minh-Stadt
- Bùi Văn Hoàng (* 1943), südvietnamesischer Radrennfahrer
- Bùi Văn Sự (* 1994), vietnamesischer Zehnkämpfer
- Bùi Xuân Phái (1920–1988), vietnamesischer Maler
- Bùi, Bằng Đức (* 1989), vietnamesischer Badmintonspieler
- Bui, Brigitta (* 1982), ungarische Pornodarstellerin und Fotomodell
- Bui, Doan (* 1976), französische Autorin und Journalistin
- Bui, Gwenegan (* 1974), französischer Politiker, Mitglied der Nationalversammlung
- Bùi, Hiển (1919–2009), vietnamesischer Schriftsteller
- Bui, Jada (* 2002), kanadische Tennisspielerin
- Bùi, Joseph Công Trác (* 1965), vietnamesischer Geistlicher, römisch-katholischer Weihbischof in Ho-Chi-Minh-Stadt
- Bui, Kim (* 1989), deutsche TurnerinKim Bui (* 1989)

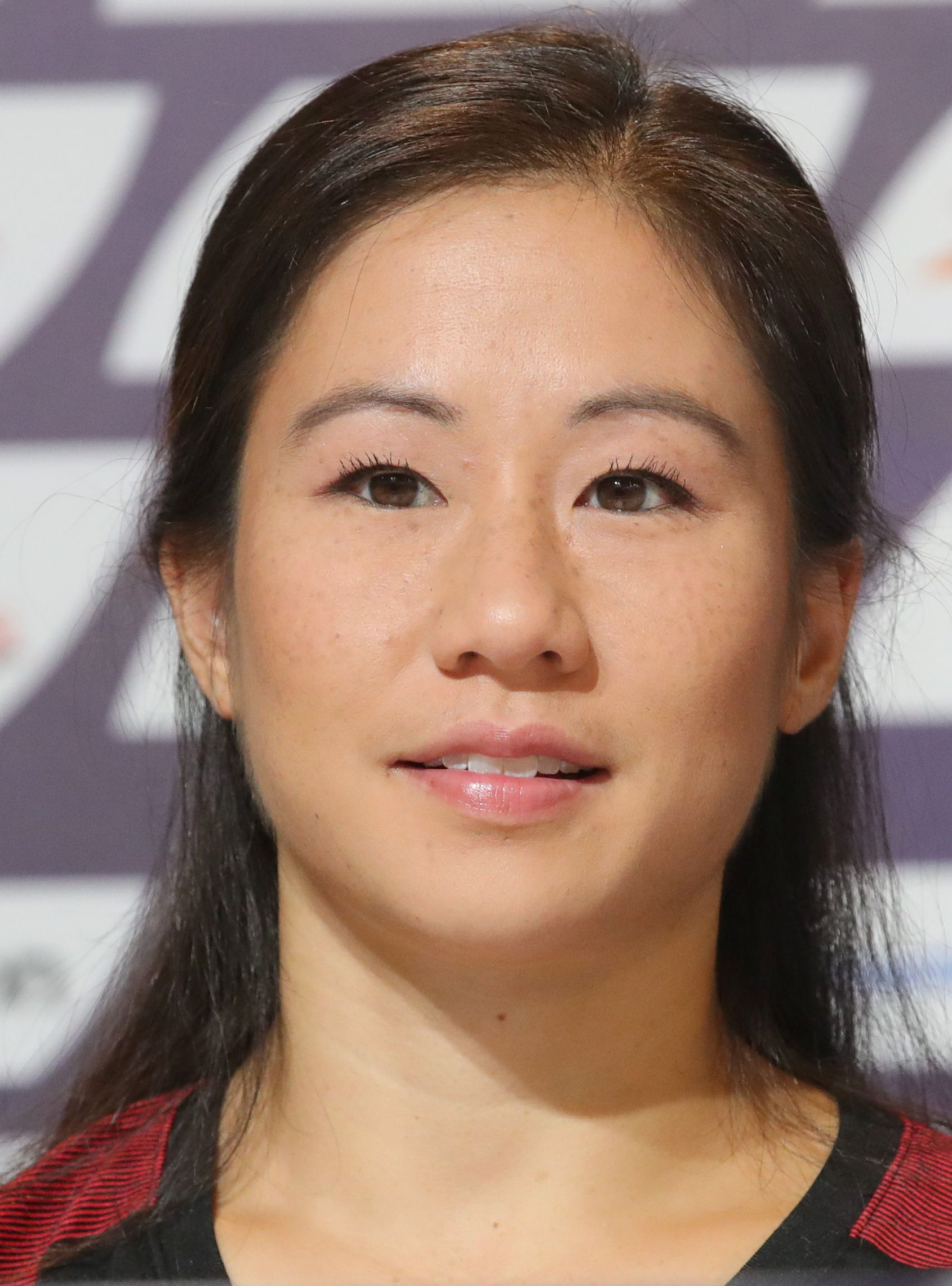
Kim Bui (* 1989)

- Bùi, Quang Chiêu († 1945), vietnamesischer Agraringenieur, Politiker und Publizist
- Bui, Roberto, italienischer Schriftsteller
- Bui, Thi (* 1975), US-amerikanische Illustratorin und Comicautorin
- Bùi, Thị Nhung (* 1983), vietnamesische Hochspringerin
- Bùi, Tường Phong (1942–1975), vietnamesischer Computergrafiker
- Bùi, Vinh (* 1976), vietnamesischer Großmeister im Schach
- Bui, Vu, US-amerikanischer Fotograf, Filmemacher und CMO (Chief Marketing Officer) von Mojang StudiosVu Bui

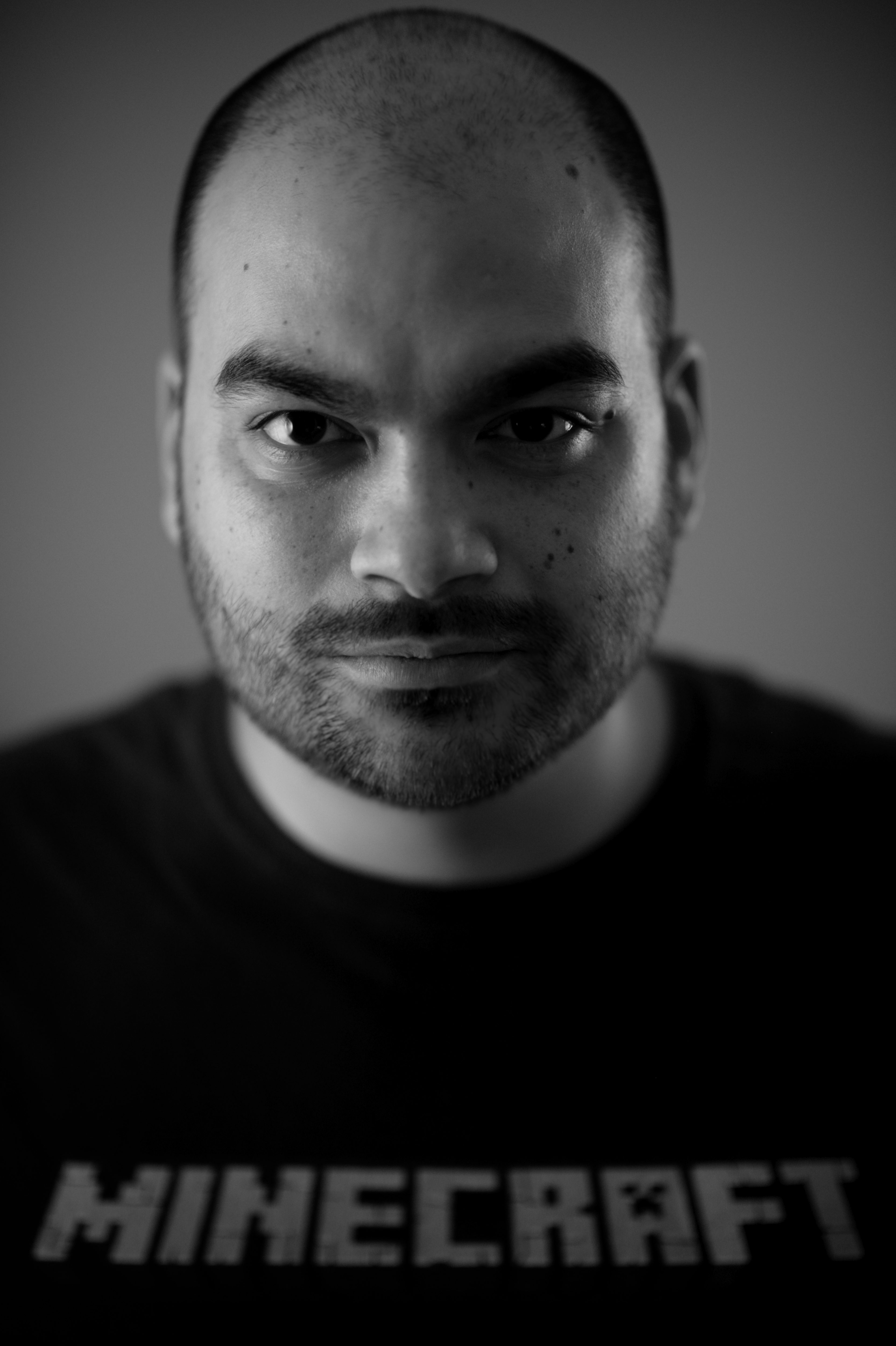
Vu Bui

### Buia
- Buia, Aurica (* 1970), rumänische Marathonläuferin

### Buic
- Buić, Jagoda (1930–2022), kroatische Textilkünstlerin, Kostüm- und Bühnenbildnerin, Zeichnerin
- Buican, Denis (* 1934), französischer Genetiker rumänischer Abstammung
- Buick, David Dunbar (1854–1929), schottisch-amerikanischer Ingenieur, Erfinder und Industrieller
- Buicliu, Nicolae (1906–1974), rumänischer Komponist und Musikpädagoge

### Buie
- Buie, Marc William (* 1958), US-amerikanischer Astronom

### Buig
- Buigues Oller, Bartolomé (* 1963), spanischer Ordensgeistlicher, römisch-katholischer Bischof von Alajuela

### Buij
- Buijs, Anne (* 1991), niederländische Volleyballspielerin
- Buijs, Danny (* 1982), niederländischer Fußballspieler
- Buijs, Jordy (* 1988), niederländischer Fußballspieler
- Buijs, Teun (* 1960), niederländischer Volleyball-Trainer und ehemaliger Nationalspieler
- Buijs-Glaudemans, Wobine (* 1960), niederländische Politikerin (VVD)

### Buik
- Buika, Concha (* 1972), spanische Sängerin, Komponistin und SchauspielerinConcha Buika (* 1972)

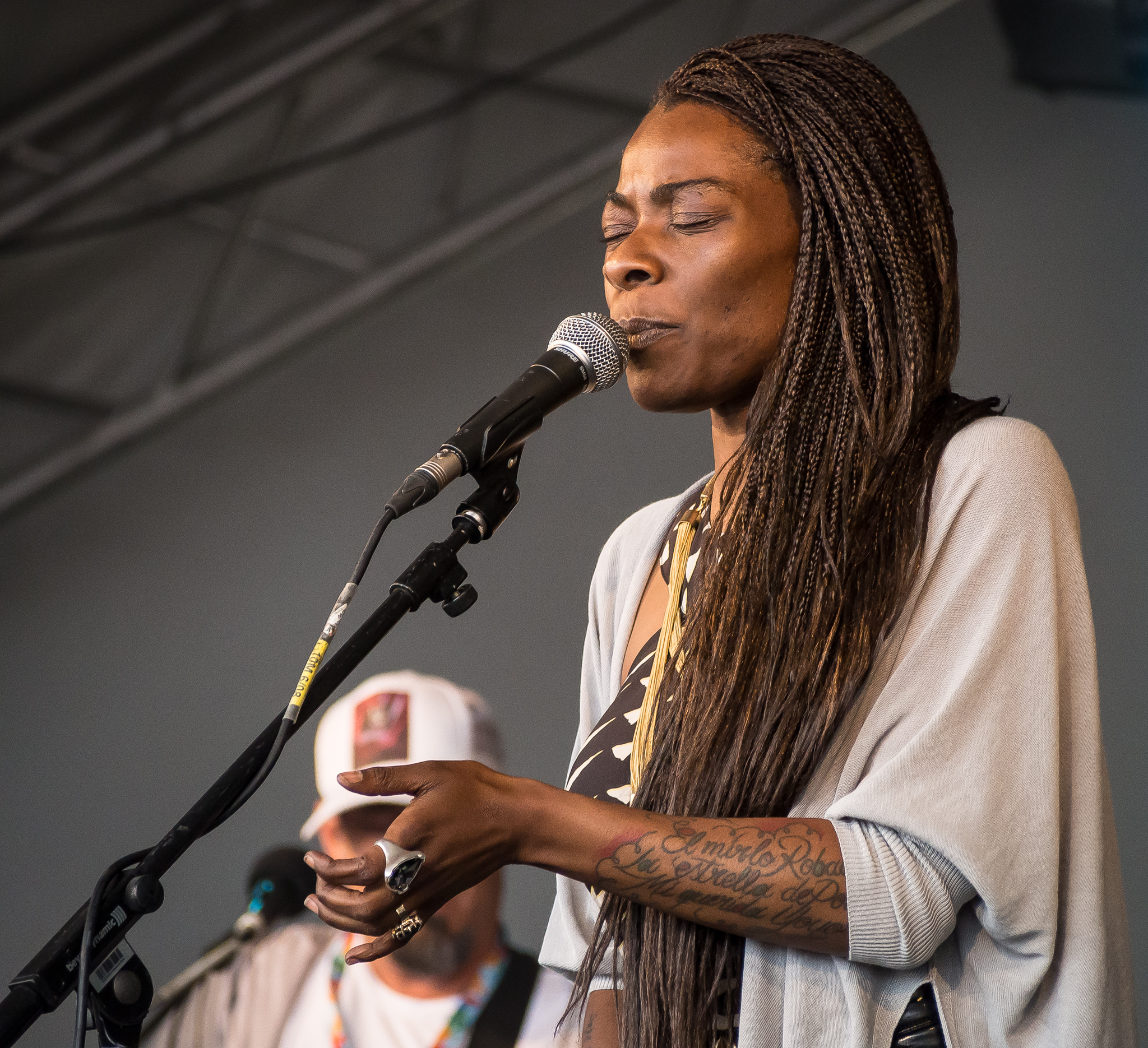
Concha Buika (* 1972)

- Buikstra, Jane E (* 1945), US-amerikanische Anthropologin

### Buil
- Buil, Christian, französischer Amateurastronom und Asteroidenentdecker
- Buillet, Marion (* 1990), französische Skilangläuferin

### Buin
- Buinakski, Ullubi Danijalowitsch (1890–1919), Revolutionär
- Buinevičius, Vytautas Algimantas (1933–2005), litauischer Politiker
- Buininck, Goswin Joseph Arnold von (1728–1805), deutscher Jurist und Bibliothekar
- Buining, Albert Frederik Hendrik (1901–1976), niederländischer Botaniker
- Buinizki, Nestor Aloisijewitsch (1863–1914), russischer Militäringenieur und Generalleutnant
- Buinjac, Tihomir (* 1974), kroatischer Sprinter

### Buir
- Buira, Ariel (* 1933), mexikanischer Botschafter
- Buirette de Belloy, Pierre-Laurent (1727–1775), französischer Dramatiker und Schauspieler
- Buirette, Michèle (* 1949), französische Musikerin (Akkordeon, Gesang und Komposition)
- Buirmann, Franz (* 1590), kurkölnischer Justizkommissar
- Buirski, Nancy (1945–2023), US-amerikanische Fotografin, Dokumentarfilmerin und Kuratorin

### Buis
- Buis, Henk (* 1935), niederländischer Radrennfahrer
- Buis, James (1902–1980), niederländischer Ordensgeistlicher und römisch-katholischer Bischof von Kota Kinabalu
- Buis, Jan (* 1933), niederländischer Radrennfahrer
- Buis, Jeffrey (* 2001), niederländischer Motorradrennfahrer
- Buis, Joost (* 1966), niederländischer Jazz- und Improvisationsmusiker
- Buis, Leen (1906–1986), niederländischer Radrennfahrer
- Buis, Marjolein (* 1988), niederländische Rollstuhltennisspielerin
- Buis, Sabine (* 1970), französische Politikerin, Mitglied der Nationalversammlung
- Buis, Sarah (* 2000), niederländische Wasserballspielerin
- Buiskool, Jan (1899–1960), niederländischer Jurist, Premierminister von Suriname
- Buisman, Albert Sybrandus Keverling (1890–1944), niederländischer Bauingenieur für Geotechnik
- Buisman, Christine (1900–1936), niederländische Botanikerin und PhytopathologinChristine Buisman (1900–1936)

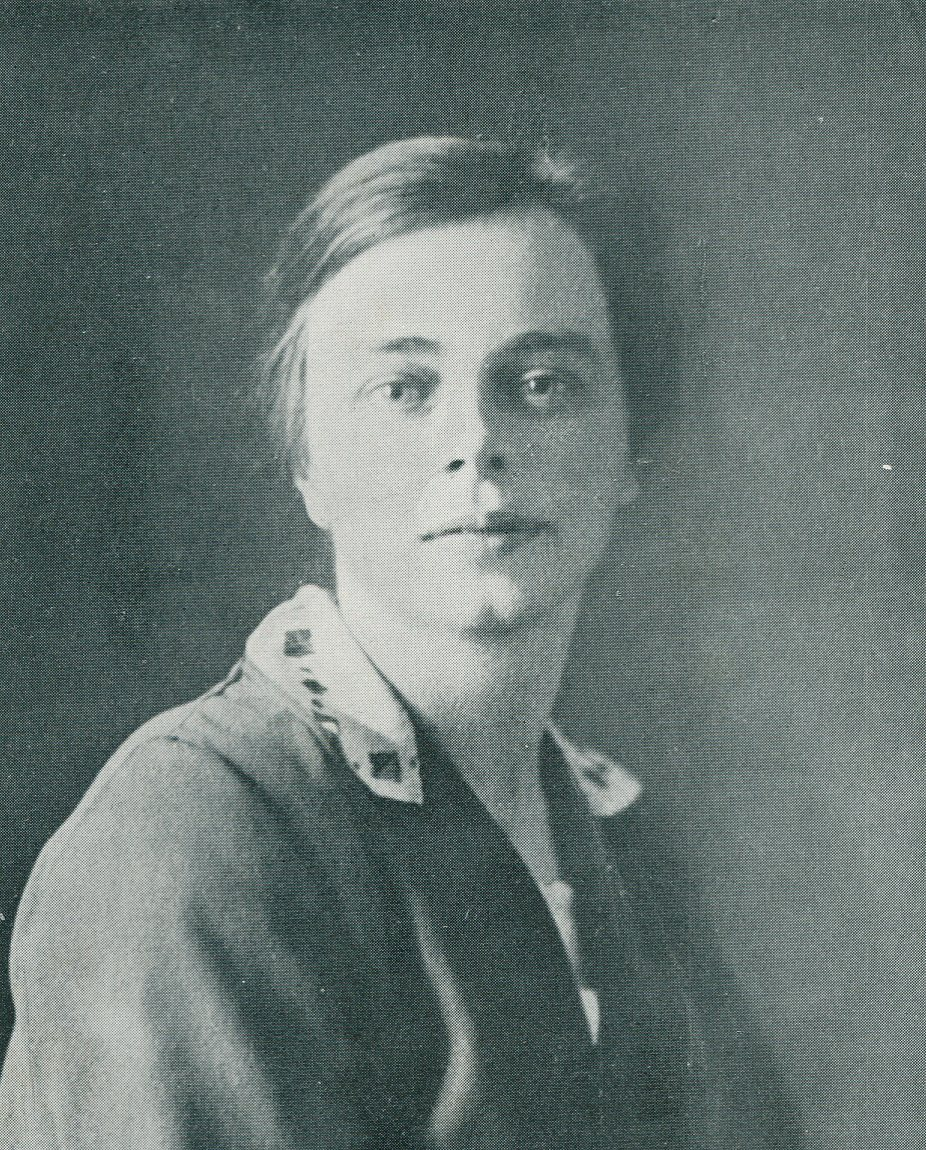
Christine Buisman (1900–1936)

- Buisman, Sjoerd (* 1948), niederländischer Bildhauer und Konzeptkünstler
- Buisonjé, Xander de (* 1973), niederländischer Popsänger
- Buisseret, Auguste (1888–1965), belgischer Politiker und Bürgermeister
- Buisseret, François (1549–1615), Hochschullehrer, römisch-katholischer Bischof und Regent des Hochstifts Cambrai
- Buisset, Séraphin (1870–1949), französischer Politiker
- Buissine, Charlotte Christine (* 1749), Mätresse von Landgraf Wilhelm I. (Hessen-Kassel)
- Buisson de Longpré, Irène du († 1767), Mätresse des französischen Königs Ludwig XV.
- Buisson, Alexander (1797–1853), Freiburger Bürgermeister
- Buisson, Amy (1649–1721), Schweizer General in fremden Diensten
- Buisson, Ferdinand (1841–1932), französischer PädagogeFerdinand Buisson (1841–1932)

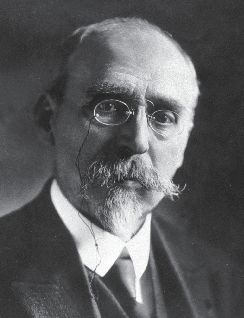
Ferdinand Buisson (1841–1932)

- Buisson, Henri (1873–1944), französischer Physiker
- Buisson, Inge (1921–2024), deutsche Historikerin
- Buisson, Johannes du (1666–1726), preußischer Generalmajor
- Buisson, Juan Luis Martin (* 1934), römisch-katholischer Bischof
- Buisson, Ludwig (1918–1992), deutscher Historiker
- Buisson, Patrick (1949–2023), französischer Journalist, Politologe, Historiker
- Buisson, Pauline († 1826), karibikstämmige Sklavin in Yverdon
- Buisson, Wilhelm (1892–1940), deutscher Apotheker
- Buist, Marguerite (* 1962), neuseeländische Marathonläuferin

### Buit
- Buit, Lucas (* 1967), niederländischer Squashspieler
- Buitendag, Bianca (* 1993), südafrikanische Surferin
- Buitenen, Paul van (* 1957), europäischer Beamter, Skandalaufdecker und Politiker, MdEP
- Buitenweg, Kathalijne (* 1970), niederländische Politikerin, MdEP
- Buitenweg, Wout (1893–1976), niederländischer Fußballspieler
- Buiter, Susanne (* 1970), niederländische Geophysikerin und Hochschullehrerin
- Buiting, Hans (* 1961), niederländischer Judoka
- Buitink, Thomas (* 2000), niederländischer Fußballspieler
- Buitkamp, Wilhelm (1900–1967), deutscher reformierter Theologe, Kirchenpräsident der Evangelisch-reformierten Kirche in Nordwestdeutschland
- Buitrago Trujillo, Rubén (1921–1991), kolumbianischer römisch-katholischer Ordensgeistlicher, Bischof von Zipaquirá
- Buitrago Trujillo, Samuel Silverio (1930–1990), kolumbianischer römisch-katholischer Ordensgeistlicher, Erzbischof von Popayán
- Buitrago y Benavente, Pablo Sánchez de (1800–1852), nicaraguanischer Politiker und „Director Supremo“ des Landes (4. März 1841 bis 1. April 1843)
- Buitrago, Nicolas (* 1977), kolumbianischer Schauspieler und Synchronsprecher
- Buitrago, Ricardo (* 1985), panamaischer Fußballspieler
- Buitrago, Roberto (* 1937), kolumbianischer Radrennfahrer
- Buitrago, Santiago (* 1999), kolumbianischer RadrennfahrerSantiago Buitrago (* 1999)

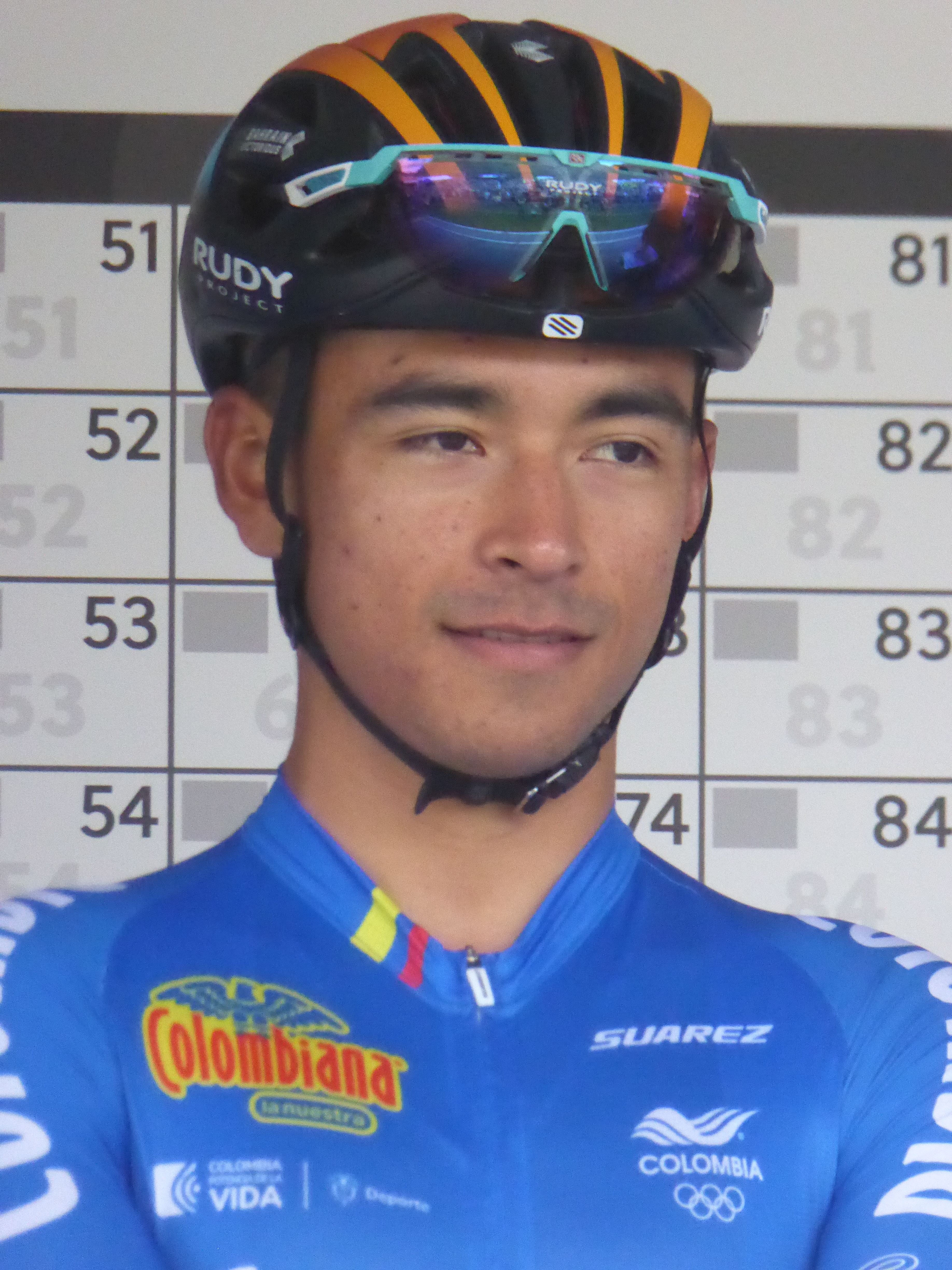
Santiago Buitrago (* 1999)

- Buitrón Lübcke, Sybill (* 1969), deutsche Politikerin (CDU), MdHB
- Buitron-Oliver, Diana (1946–2002), US-amerikanische Klassische Archäologin

### Buiu
- Buium, Alexandru (* 1955), rumänisch-US-amerikanischer Mathematiker

### Buiv
- Buividas, Andrius (* 1985), litauischer Radsportler
- Buivids, Edvarts (* 1993), lettischer Volleyball- und Beachvolleyballspieler